# 卡本代爾 (喬治亞州)
卡本代爾（英語：Carbondale）是位於美國喬治亞州惠特菲爾德縣的一個非建制地區。該地的面積和人口皆未知。

## 地理
卡本代爾的座標為34°38′40″N 84°59′38″W / 34.64444°N 84.99389°W，而該地的平均海拔高度為234米（即768英尺）。